# Ambroise Louis Garneray

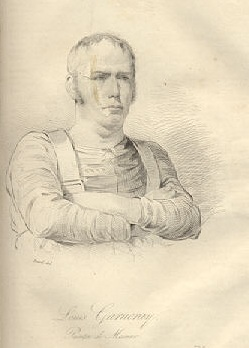
Ambroise Louis Garneray
Stahlstich von Ferdinand nach Biard

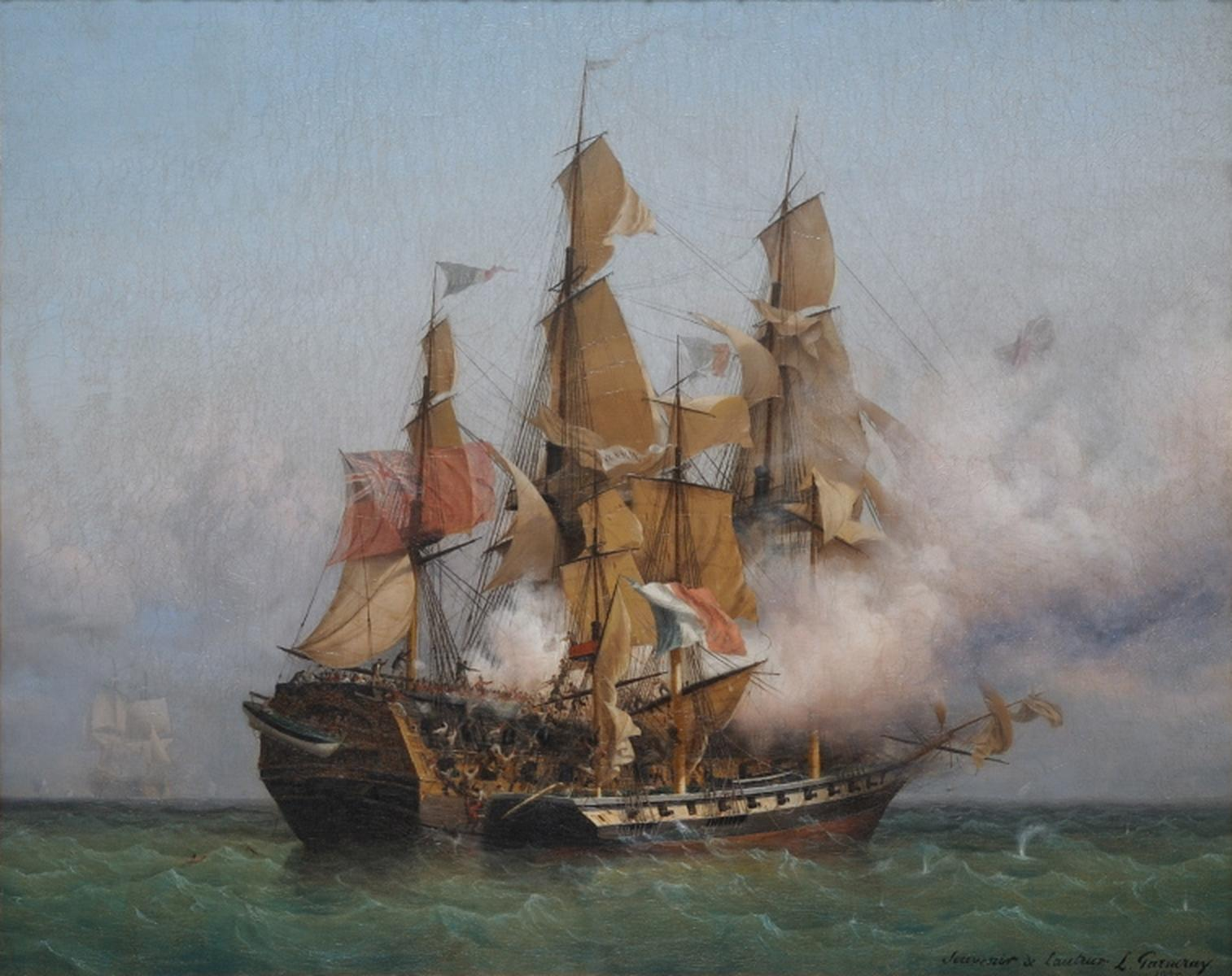
Kampf zwischen der französischen Confiance (Robert Surcouf) und der HMS Kent.

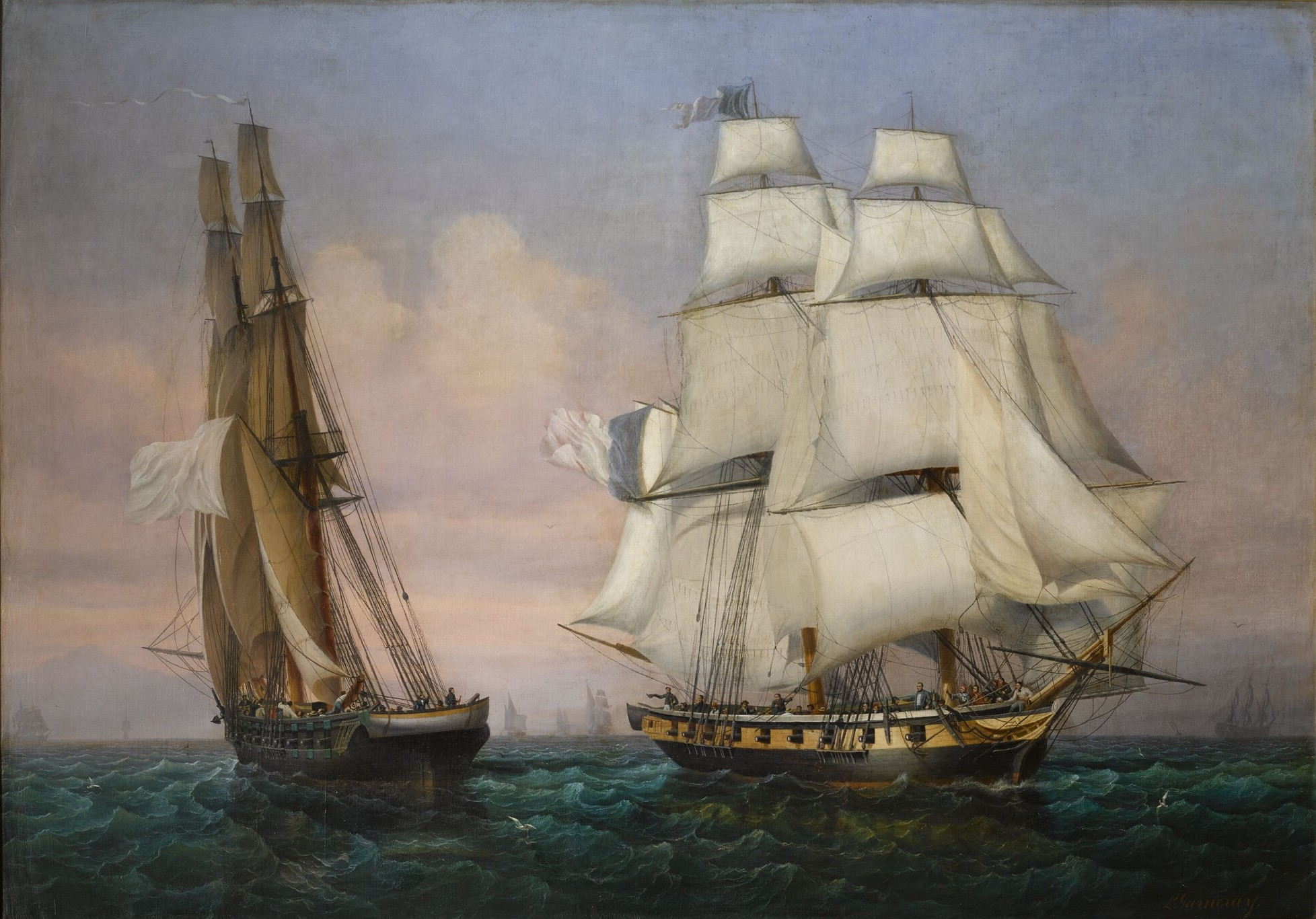
Rückkehr Napoleons von Elba

Ambroise Louis Garneray (* 19. Februar 1783 in Paris; † 11. September 1857 ebenda) war ein französischer Marinemaler, Kupferstecher, Marineoffizier,  Freibeuter und Schriftsteller.

## Leben
Garneray lernte bei seinem Vater Jean-François Garneray (1755–1837), der seinerseits ein Schüler Jacques Louis Davids war. Im Alter von 13 Jahren 1796 heuerte er bei der französischen Kriegsmarine an und segelte mit einem Flottenverband in den  Indischen Ozean, nahm dort in den folgenden Jahren an zahlreichen Seegefechten gegen die britische Marine teil und erlebte mehrere Schiffbrüche. Als  Freibeuter und Sklavenhändler führte er ein abenteuerliches Leben und fiel schließlich als Steuermann der Belle Poule in der Schlacht vor den Kapverdischen Inseln (1806) in die Hände der Briten. Die Jahre 1806 bis 1814 verbrachte er in Kriegsgefangenschaft in Porthsmouth.
In dieser Zeit begann er, sich wieder der Malerei zu widmen. Nach seiner Rückkehr nach Frankreich wurde er zum peintre du Duc d'Angoulême, grand amiral d France ernannt, das heißt zum offiziellen Maler des 1814 zum Admiral von Frankreich ernannten Louis-Antoine de Bourbon, duc d’Angoulême. Im Jahr 1816 stellte er sein erstes Marinestück aus. 
1833 wurde er Direktor des Museums von Rouen und arbeitete später auch für die Porzellanmanufaktur in Sèvres.
Als Schriftsteller gilt Garneray als ein früher Vertreter des Genres der Seeabenteuergeschichten. Populär wurden seine Erzählungen über den Seekrieg im Indischen Ozean und seine Gefangenschaft allerdings erst, als sie ab den 1860er Jahren posthum in stark überarbeiteter und durch spektakuläre Elemente ergänzter Form herausgegeben wurden.

## Werke (Auswahl)
- Gemälde
  - Seine Gemälde befinden sich in nahezu allen bedeutenden französischen Kunstmuseen. Einige derselben stach er selbst in Aquatinta.

- Schriften
  - Vues des ports et rades des côtes de la France. Découvrance Éditions, Rennes 2000, ISBN 2-8426-5125-1 (Nachdr. d. Ausg. Paris 1815–32).
  - Voyages, Adventures Et Combats: Souvenirs De Ma Vie Maritime, Volumes 1-2. Alphonse Lebégue, Imprimeur-Éditeur, Brüssel.